# Pölnitz

Wappen derer von Pölnitz (Poellnitz)

Pölnitz (auch Poelnitz, Pöllnitz oder Poellnitz) ist der Name eines alten, ursprünglich sächsisch-vogtländischen Adelsgeschlechts mit gleichnamigem Stammhaus im Saale-Orla-Kreis in Thüringen. Um 1600 kam eine Linie nach Franken, die dort bis heute ansässig ist. Die Pölnitz sind eines Stammes und Wappens mit den von Metzsch.
Als erster Angehöriger erschien 1238 „Gotscalcus von Polnicz“ urkundlich.  Mit dem 1456 urkundlich erwähnten „Hans von Pollnitz“ auf Schwarzbach bei Triptis beginnt die Stammreihe des Geschlechts, das später auch zur Fränkischen und Oberrheinischen Reichsritterschaft gehörte. Die Schreibweise Pölnitz wurde durch eine Kabinettsorder vom 4. April 1885 festgelegt.

## Geschichte

### Thüringen

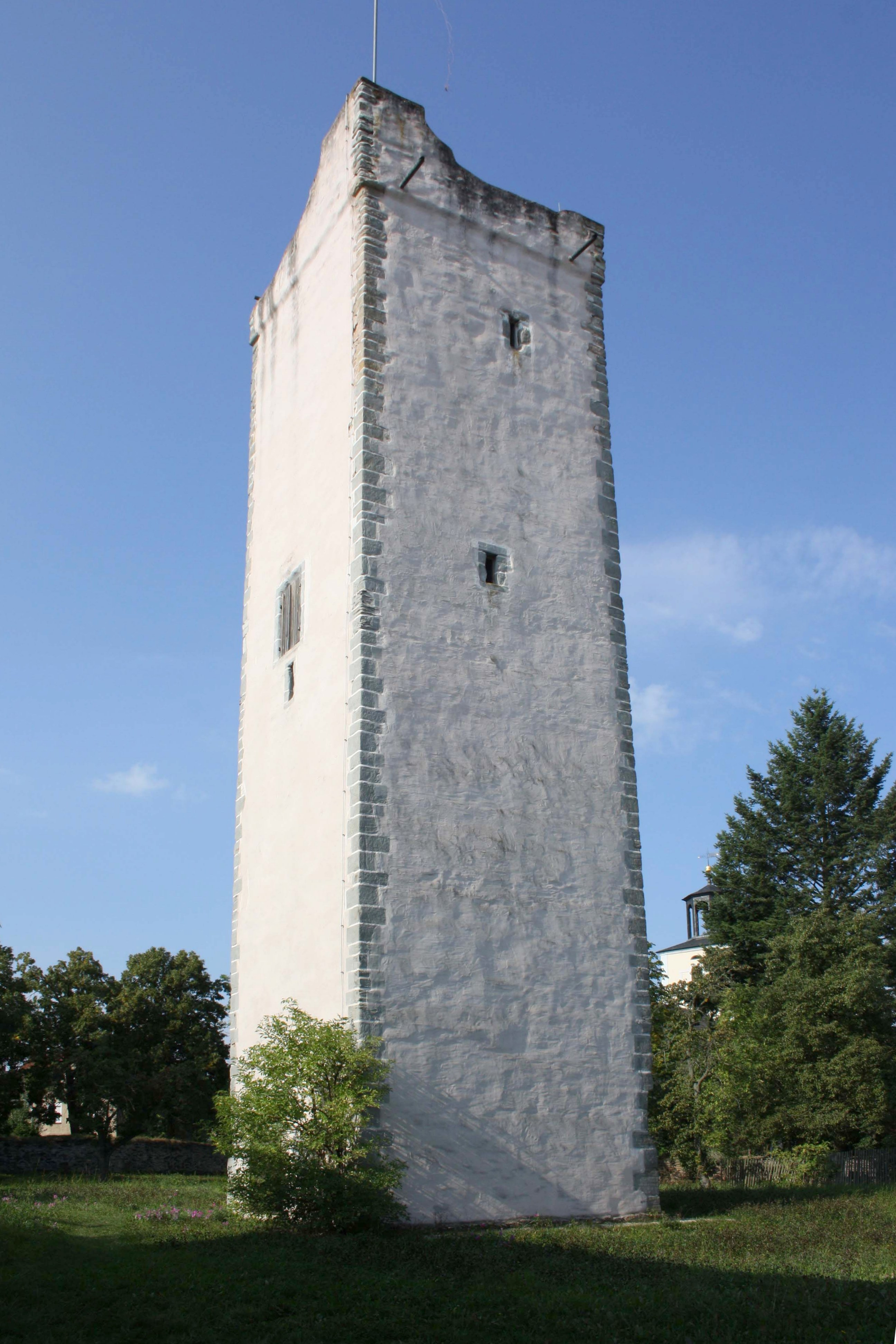
Bergfried der Burg Pöllnitz in Niederpöllnitz
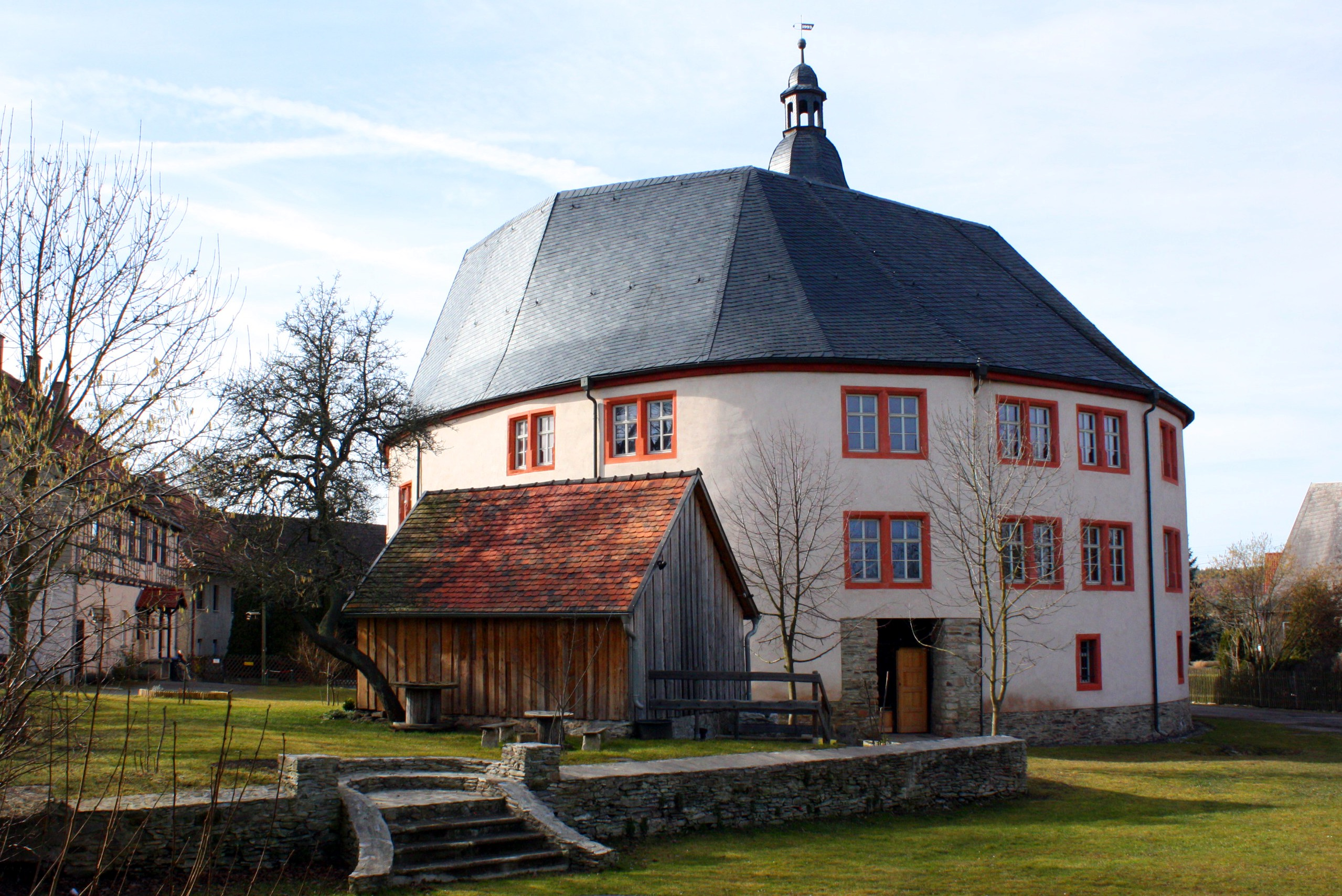
Rundschloss Oberpöllnitz

Ihren Ursprung hatte diese Adelsfamilie in den heutigen Ortschaften Ober-, Mittel-, Nieder-, Buch-, Stein- und Mühlpöllnitz im Saale-Orla-Kreis und im Landkreis Greiz in Thüringen. Der Stammsitz war wohl die einstige Wasserburg in Niederpöllnitz (Landkreis Greiz). Diese wurde im 15. Jahrhundert von der Familie von der Planitz übernommen, danach wechselten die Besitzer oft. Die Wasserburg in Oberpöllnitz wurde 1341 als „Rundbau mit kleinem Innenhof“ erwähnt und im 16. Jahrhundert zu einem Renaissance-Schloss umgebaut. Dieser Sitz blieb bis etwa 1800 im Besitz der Familie.
Im Laufe der Zeit konnte der Grundbesitz mit den Gütern Braunsdorf, Dreitzsch, Goseck (1609–1721), Geroda, Gröbitz, Herschdorf, Lindenkreuz, Meilitz, Münchenbernsdorf, Mosen, Molbitz, Oberlödla, Rathewitz, Reinsdorf, Renthendorf, Schwarzbach, Sora, Staitz und Wetzdorf erweitert werden. Von diesen blieb Oberlödla bis 1945 im Besitz derer von Pölnitz.

### Franken

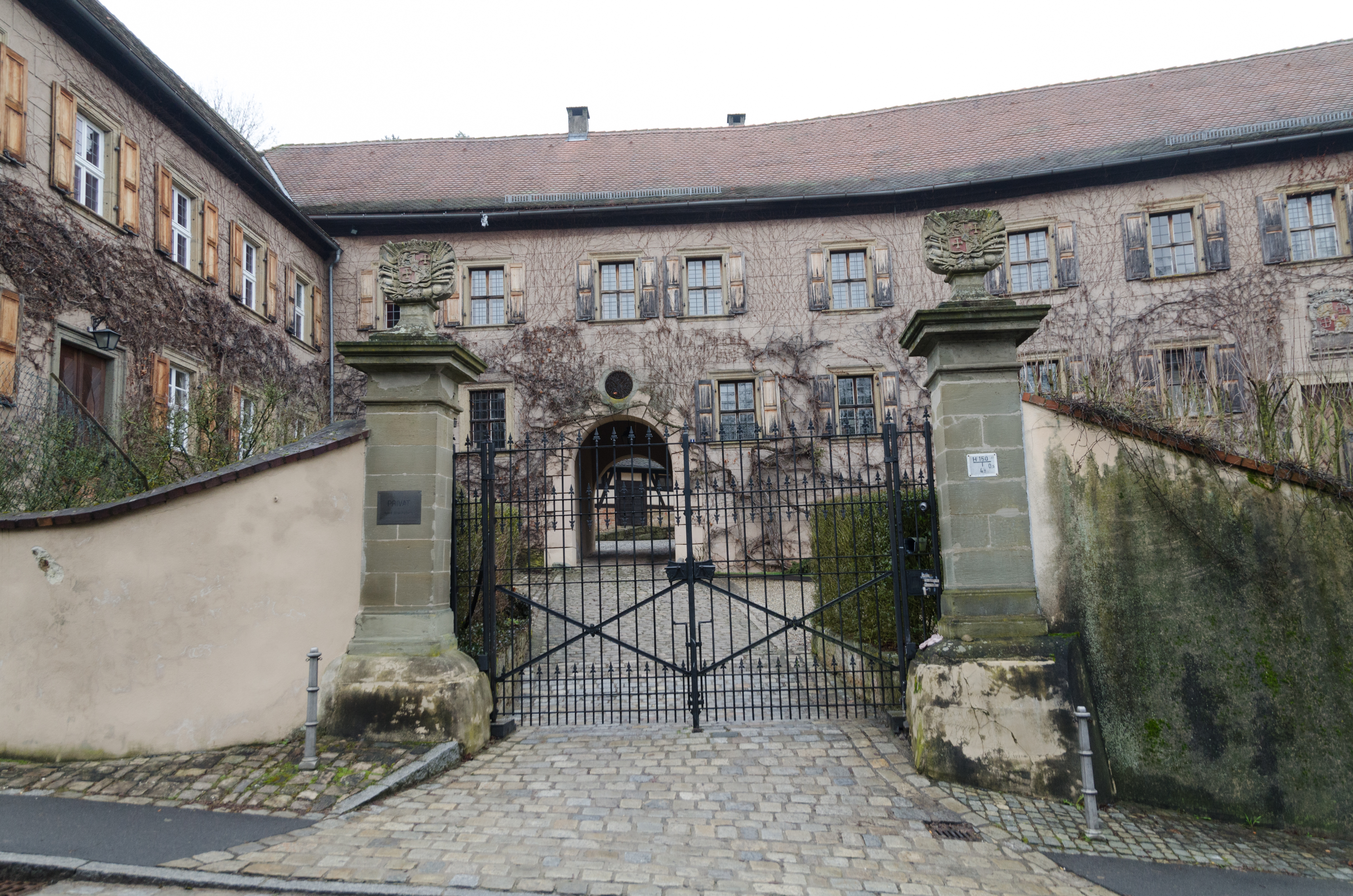
Schloss Aschbach
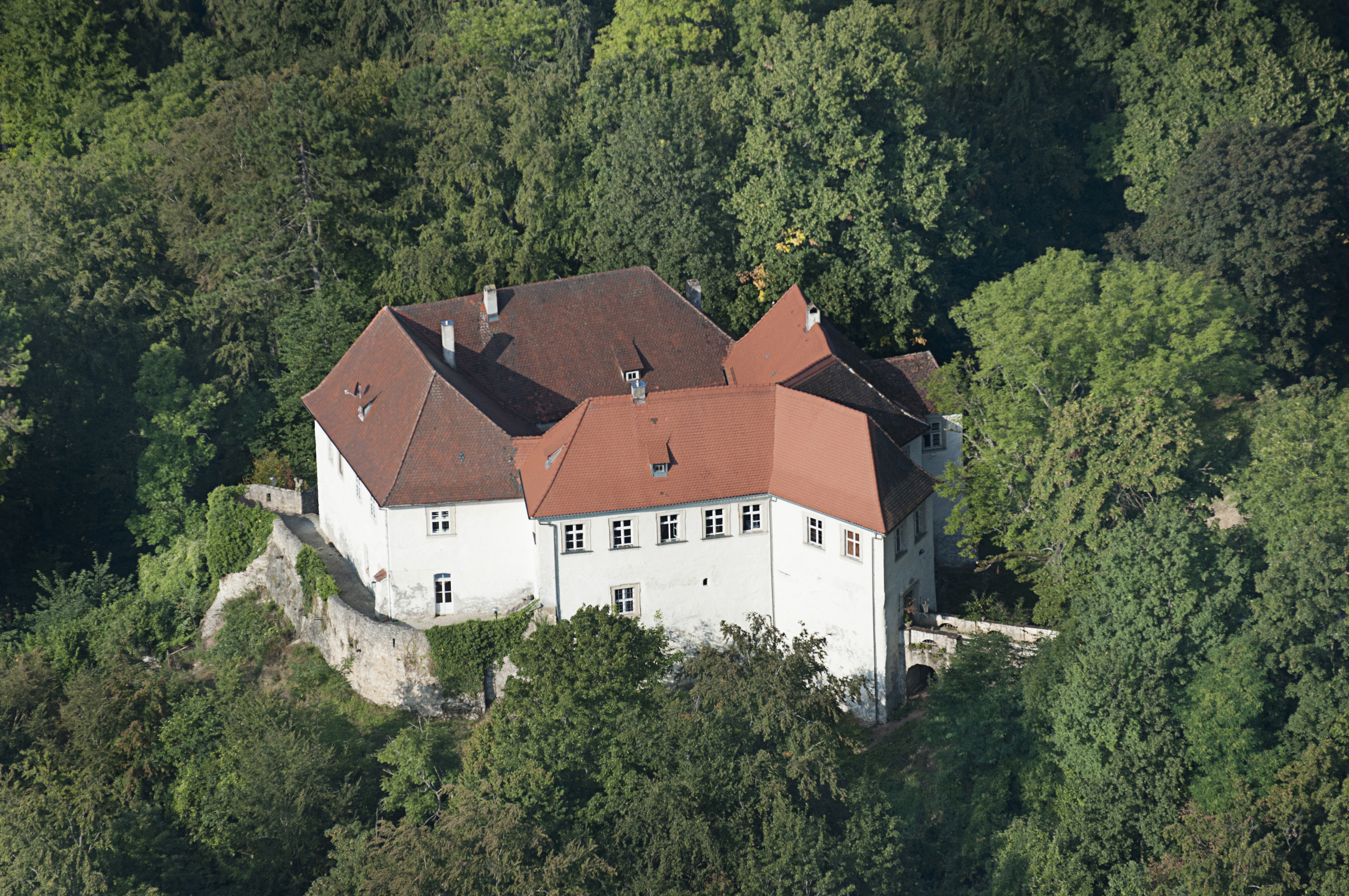
Schloss Hundshaupten

Hans Bruno von Pölnitz († 1592), kurfürstlich-sächsischer Rat und Hofmeister und später fürstlich-bambergischer Oberamtmann zu Kupferberg, siedelte sein Geschlecht dauerhaft in Franken an. Einer seiner Söhne wurde Stammvater der Linie zu Aschbach, das 1611 erworben wurde, ein weiterer Sohn gründete die Linie Heinersgrün (heute ein Ortsteil der Gemeinde Burgstein). Auf einer Anhöhe über dem Dorf Heinersgrün bei Burgstein steht St. Clara, die weithin sichtbare Grabkapelle der Familien von Feilitzsch und von Pölnitz aus dem späten Mittelalter. 1661 wurde Schloss Hundshaupten erworben. Aschbach und Hundshaupten sind bis heute im Besitz der fränkischen, katholischen Linie der Freiherren von Pölnitz.
Der aus der Aschbacher Linie stammende Hironymus Christoph von Pölnitz, Bamberger Geheimrat und Obermarschall, erhielt am 9. Februar 1670 von Kaiser Leopold I. den Freiherrenstand. Gottfried Friedemann von Pöllnitz aus dem Fürstentum Ansbach-Brandenburg trat in herzoglich württembergische Dienste und wurde 1716 Vizepräsident des Edlen Oberrates.

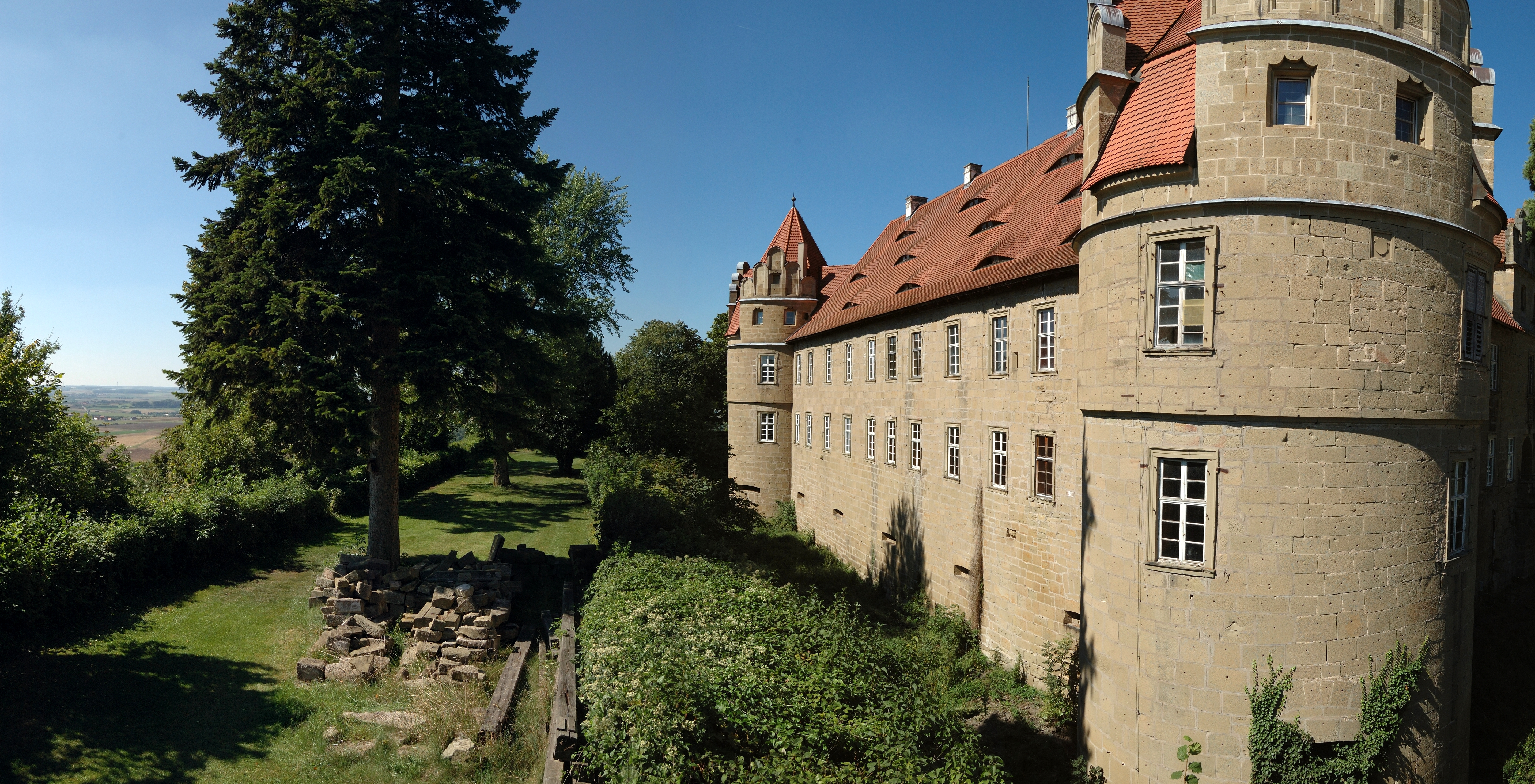
Schloss Frankenberg

Die Herren von Pöllnitz erhielten von Markgraf Carl Alexander von Ansbach 1783 nach dem Aussterben der Familie von Hutten das Rittergut Frankenberg bei Uffenheim mit großem Wald- und Feldbesitz und kleineren Grundherrschaften in Bullenheim und Geckenheim zur Reichsritterschaft im Ritterkanton Odenwald des Fränkischen Ritterkreises. Am Hof des genannten Markgrafen stand ein Herr von Poellnitz bereits vor 1776 als Oberst-Kammerherr im Dienst. Wegen Aschbach bei Schlüsselfeld mit Schloss Hundshaupten, Hohn (Hahnbuch) und Wüstenbuch waren sie bereits Anfang des 17. Jahrhunderts im Ritterkanton Steigerwald und Anfang des 18. Jahrhunderts im Ritterkanton Altmühl immatrikuliert. Angehörige der Familie gehörten außerdem zur Vogtländischen Ritterschaft.
Der nicht zu den fränkischen Pöllnitz zählende Karl Ludwig von Pöllnitz war Kammerherr und Mitglied des Tabakskollegiums des preußischen Königs Friedrich Wilhelm I. Unter dessen Sohn, Friedrich dem Großen, wurde er zum Oberzeremonienmeister und Mitglied der Akademie der Wissenschaften ernannt. Seine Memoiren wurden schon zu Lebzeiten in viele fremde Sprachen übersetzt, sind allerdings auch Klatsch- und Tratschgeschichten.
Im Königreich Bayern wurden in den Jahren 1812 bis 1814 alle Angehörigen des Geschlechts in die Freiherrenklasse der Adelsmatrikel eingetragen. Verschiedene Zweige der Familie bestehen noch.
Schloss Frankenberg kam nach 1783 an Ludwig Karl Wilhelm von Pölnitz (1724–1801). Nach dem Tod der letzten Freifrau von Pölnitz im Jahr 1971 ging der Besitz an die Freiherren von Lerchenfeld über, die es später durch Konkurs verloren.

## Linien und ihre Personen
Die Familie besteht aus mehreren Linien und deren Unterteilungen. Insgesamt werden drei Linien unterschieden. Die erste Linie ist nicht in Bayern immatrikuliert. Die dritte Linie ist die katholische Linie Aschbach und Hundshaupten, die in den ursprünglich protestantischen Ort den Zuzug von katholischen und auch jüdischen Familien zuließ.
Die weitere Verzweigung der zweiten Linie stellt sich folgendermaßen dar:
- 1. Linie: Poellnitz
- 2. Linie: Poellnitz, Stammvater: Ehrenfried von Pölnitz (um 1577–1627)
- 2. Linie, 1. Ast, Stammvater: Christian Ehrenfried von Pölnitz (1623–1678)
- 2. Linie, 1. Ast, 1. Zweig
- 2. Linie, 1. Ast, 2. Zweig, Stammvater: Christoph Ehrenfried von Pölnitz (1692–1758)
- 2. Linie, 1. Ast, 2. Zweig, 1. Haus (Frankenberg, evangelisch); Stammvater Ludwig Karl Wilhelm von Poellnitz (1724–1801); immatrikuliert im Königreich Bayern in der Freiherrnklasse am 30. Dezember 1813; dieses Haus erlosch mit Theodor von Poellnitz (* 9. Januar 1869 in Würzburg; † 7. Mai 1945 in Frankenberg) bzw. Marimathilde von Poellnitz 1971, der „Baronesse“.
- 2. Linie, 1. Ast, 2. Zweig, 2. Haus (Altenkirchen, lutherisch und anglikanisch); dieses Haus erlosch mit Arthur von Pölnitz (* 22. Mai 1845 in Lindau; † 16. August 1935 in Salzburg). Es wird durch Adoptivkinder seit 1932 weitergeführt. Diese tragen den Namen Poellnitz-Gnigler
- 2. Linie, 1. Ast, 2. Zweig, 3. Haus (lutherisch und katholisch), Stammvater Wilhelm Ludwig von Pölnitz (1732–1816); immatrikuliert im Königreich Bayern in der Freiherrnklasse am 8. Januar 1814
- 2. Linie, 2. Ast
- 3. Linie (katholisch), auf Aschbach und Hundshaupten, Stammvater Hans Georg von Pöllnitz (1577–1622), kursächsischer Gesandter und Minister, immatrikuliert im Königreich Bayern in der Freiherrnklasse am 22. Juli 1812

## Persönlichkeiten

### Pölnitz
- Bernhard von Pölnitz (1569–1628), kursächsischer Kanzler und Geheimer Rat
- Gerhard Bernhard von Pölnitz (1617–1679), kurbrandenburgischer Generalmajor und Gouverneur der Doppelstadt Berlin und Cölln
- Joseph Freiherr von Pölnitz (1792–1865), Königlich bayerischer Kämmerer und Landkommissär
- Sigmund Freiherr von Pölnitz (1901–1978), Domkapitular in Bamberg und Museumsdirektor
- Götz Freiherr von Pölnitz (1906–1967), Archivar und Historiker, Administrator der Fürstlich und Gräflich Fuggerschen Stiftungen in Augsburg, Rektor der Universität Erlangen, Gründungsrektor der Universität Regensburg
- Gudila Freifrau von Pölnitz (1913–2002), Gutsbesitzerin, Denkmalschützerin, Mitglied des Bayerischen Landtages
- Wolfgang Freiherr von Pölnitz (1921–2011), Mediziner und Chemiker, Mitglied des Vorstands der Hoechst AG, Vorstandsvorsitzender der Eckes AG und Vorsitzender des Aufsichtsrates der Behringwerke AG
- Winfrid Freiherr von Pölnitz von und zu Egloffstein (1933–2021), deutscher Verwaltungsjurist, Administrator der Fürstlich und Gräflich Fuggerschen Stiftungen in Augsburg

### Pöllnitz
- Hans Georg von Pöllnitz (1577–1622), kursächsischer Gesandter und Minister
- Johann Ernst von Pöllnitz (1618–1684), kurbrandenburgischer Generalmajor, Gouverneur von Lippstadt
- Hieronymus Christoph von Pöllnitz (1620–1697), Offizier und Beamter im Erzstift Mainz und im Hochstift Bamberg
- Ludwig Ernst von Pöllnitz (1641–1695), kursächsischer Kanzler und Geheimer Rat
- Moritz Wilhelm von Pöllnitz (1676–1725), Geheimer Rat
- Friedrich Carl von Pöllnitz (1682–1760), kursächsisch-polnischer Oberhofmarschall und Liebhaber der Herzogin Henriette Charlotte von Sachsen-Merseburg
- Friedrich Moritz von Pöllnitz (1689–1760), königlich großbritannischer und kurbraunschweigisch-lüneburgischer Generalmajor
- Karl Ludwig von Pöllnitz (1692–1775), preußischer Schriftsteller und Abenteurer

### Poellnitz
- Karl von Poellnitz (1896–1945), Botaniker und Rittergutsbesitzer in Oberlödla
- Gisela von Poellnitz (1911–1939), Mitarbeiterin der United Press und Widerstandskämpferin

### Poelnitz
- Christiane Freiin von Poelnitz (* 1971), deutsche Schauspielerin
- Alberta von Poelnitz (* 2000), deutsche Schauspielerin

## Wappen
Das Stammwappen zeigt in Silber einen blauen Sparren. Auf dem bekrönten Helm sind zwei von Blau und Silber übereck geteilte Büffelhörner. Die Helmdecken sind blau-silbern.
Stammes- und Wappengleich sind die von Metzsch.
Das Familienwappen ist auch in Teilen von Ortswappen zu finden, so in denen der ehemaligen Gemeinden Aschbach und Hundshaupten.

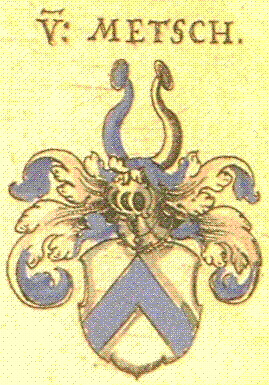
Wappen derer von Metsch nach Siebmachers Wappenbuch 1605
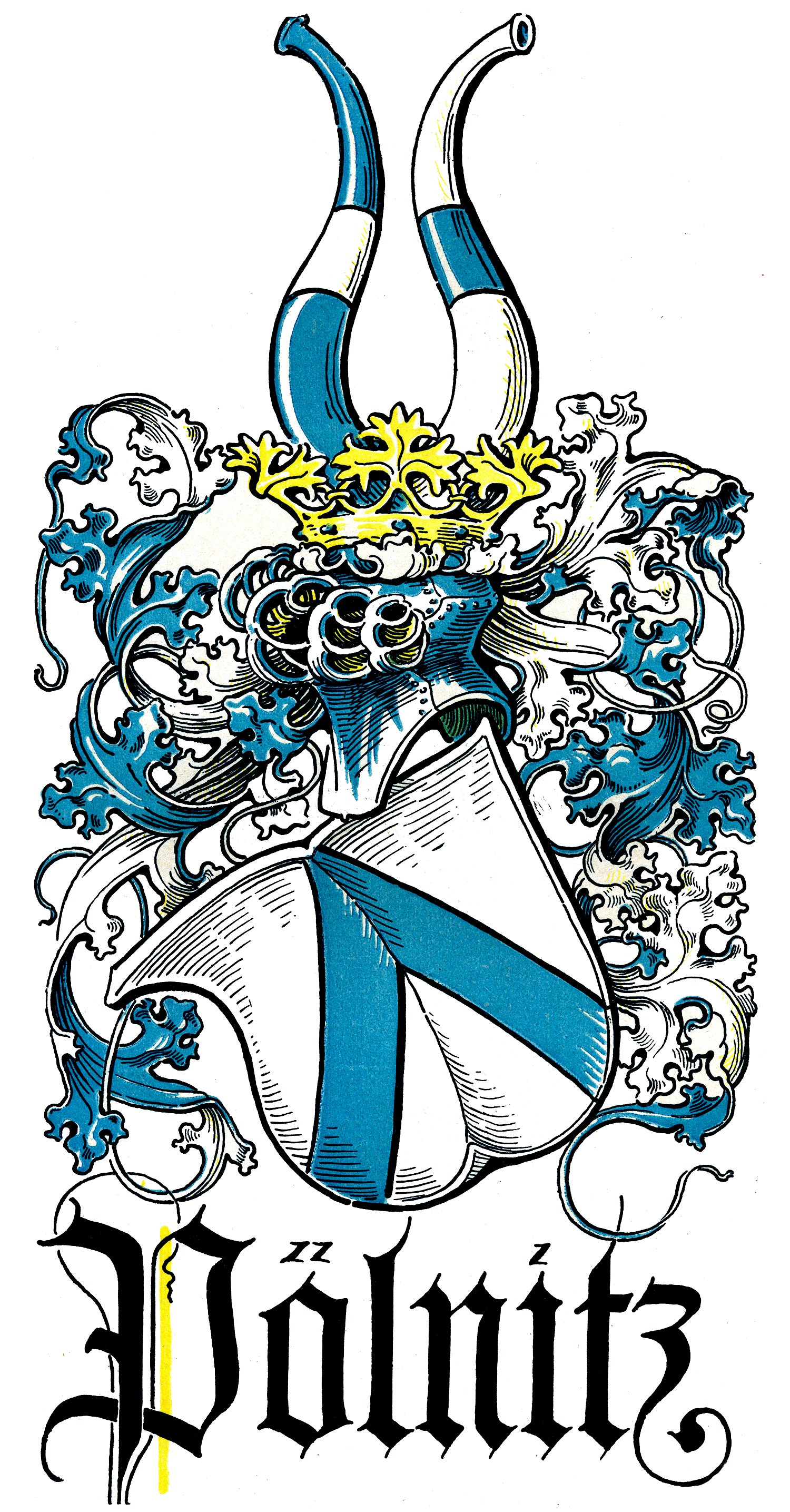
Wappen derer von Pölnitz von Otto Hupp im Münchener Kalender 1920
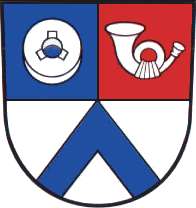
Wappen der Gemeinde Mittelpöllnitz
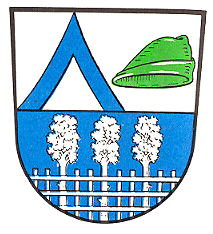
Wappen der ehemaligen Gemeinde Aschbach (Oberfranken)